# USS Osprey (1993)
USS Osprey (Nederlands: Visarend) was een Amerikaanse mijnenjager van de Ospreyklasse. Het schip, gebouwd door Intermarine USA, Savannah, was het vierde schip bij de Amerikaanse marine met de naam Osprey. De schepen van de Ospreyklasse waren de eerste schepen bij de Amerikaanse marine die ontworpen waren als mijnenjager.